# Деггенгаузерталь
Деггенгаузерталь (нім. Deggenhausertal) — громада в Німеччині, знаходиться в землі Баден-Вюртемберг. Підпорядковується адміністративному округу Тюбінген. Входить до складу району Бодензе.
Площа — 62,18 км2. Населення становить 4392 ос. (станом на 31 грудня 2020).